# Пасемахи
Пасемахи або середньосуматранські малайці — група споріднених народів в Індонезії, у внутрішніх районах південної частини острова Суматра. За культурою близькі до малайців. Включають власне пасемахів (індонез. Suku Besemah, Suku Pasemah), семендо (індонез. Suku Semendo), кісамів (індонез. Suku Kisam), кікімів (індонез. Suku Kikim), лінтангів (індонез. Suku Lintang), енімів (індонез. Suku Enim), лематангів (індонез. Suku Lematang), рамбангів (індонез. Suku Rambang), оганів (індонез. Suku Ogan).
Чітко відрізняються від сусідніх народів: лембаків і реджангів на північному заході, малайців на сході та комерінгів і лампунгів на півдні. Натомість до пасемахів дуже близькі сераваї, що живуть у центральних районах провінції Бенгкулу.

## Основні підрозділи та їх розселення
Пасемахи та споріднені з ними народи населяють південно-західну частину провінції Південна Суматра, від околиць міста Палембанг на сході до гірського хребта Барісан (індонез. Bukit Barisan), що на кордоні з провінцією Бенгкулу, на заході. Адміністративно це округи Емпат-Лаванг, Лагат, Муара-Енім, Нижній Оґан, Верхній Оґан-Комеринг, Південний Верхній Оґан-Комеринг, Нижній Оґан-Комеринг (західна частина), а також муніципалітети Паґаралам і Прабумуліх.

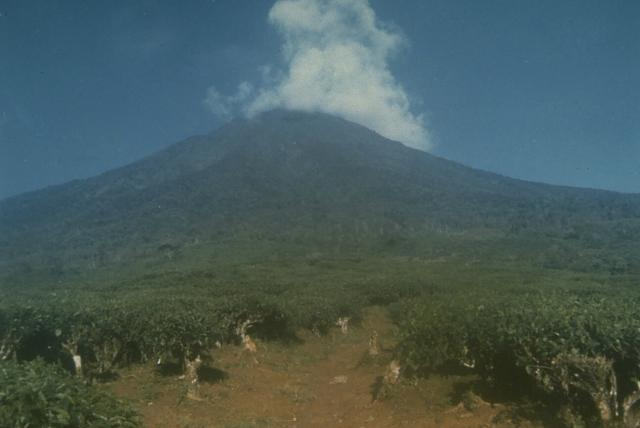
Вулкан Демпо.

Власне пасемахи (Pasemah, самоназва Besemah) населяють більшу частину округу Лагат, сусідні райони округу Емпат-Лаванг (Пасемах-Айр-Керух та Верхня Мусі), а також весь муніципалітет Паґаралам. Етнічний масив пасемахів заходить також у провінцію Бенгкулу, де вони розселені в районах Манна (входить до складу округу Південне Бенгкулу), Північний Каур та Центральний Каур (округ Каур). Це широке 70-кілометрове плато Пасемах, що тягнеться вздовж хребта Барісан і височіє над рівнинами на сході провінції Південна Суматра. Над плато домінує вершина стратовулкану Демпо (індонез. Gunung Dempo, 3159 метрів над рівнем моря). Пасемахи живуть на захід, південь і південний захід від схилів цього вулкану. Історичним, політичним центром і найбільшим містом регіону є Пагаралам (індонез. Kota Pagar Alam), розташований на висоті 710 метрів. Протягом останньої чверті XX ст. пасемахи розселилися на південь, в межі провінції Лампунг. До складу пасемахів входять субетнічні групи: гумаї (Gumai), семіданги (Semidang) і пасемахи (Pasemah). Пасемахи в Бенгкулу поділяються на 2 групи (кедуранг і паданггучі), які є вихідцями з різних районів плато Пасемах. В окрузі Південний Верхній Оґан-Комеринг місцевих пасемахів часто називають кісамами.
На захід від пасемахів розселена група близьких народів, які часто об'єднуються під назвою лагати (індонез. Suku Lahat, власна назва джеме-лагат, Jeme Lahat): лематанги, еніми, кікіми, лінтанги. Лематанги (Lematang, Lemantang, інша назва — пенукал, Penukal) живуть переважно уздовж берегів річки Лематанг, від міста Лагат до району Нижній Лематанг Центральний Оґан в окрузі Муара-Енім. Дуже близькі до них еніми (Enim), розселені уздовж річки Енім, що впадає в Лематанг. У місті Муара-Енім, де зустрічаються ці річки, дуже важко розрізнити енімів та лематангів. Еніми межують також з етнічними територіями оганів та семендо. Кікіми (Kikim) утворюють компактний етнічний масив в басейні річки Кікім на схід від гори Демпо (західна частина округу Лагат). Територія розселення лінтангів (Lintang, власна назва джемо-літнатнг, Jemo Lintang) охоплює 4 райони округу Емпат-Лаванг, розташовані уздовж річки Лінтанг. Лінтангів ще називають лінтанг-емпат-лавангами (Lintang Empat Lawang), іноді використовується абревіатура L4L (Empat означає «чотири»). Назва лінтанг-емпат-лаванги з'явилася через переконання в народі, що їх предками були чотири герої (lawangan), які жили в чотирьох різних селах. В межах свого етнічного масиву лінтанги живуть мішано з кікімами та лембаками, особливо в районі Тебінгтінґі.
Народ семендо (Semendo або джеме-семендо, Jeme Semendo, власна назва Semende, альтернативні назви: Malay Semendau, Semendau Malay) — велика етнічна група, географічно розділена на дві групи: семендо-дарат (Semendo Darat) і семендо-лембак (Semendo Lembak). Перші розселені в окрузі Муара-Енім, другі — в округах Верхній Оґан-Комеринг (в районі Батураджа) та Південний Верхній Оґан-Комеринг. Семендо живуть також у провінції Лампунг, в округах Вай-Канан, Північний Лампунг, Західний Лампунг, Танґамус. Кісами (Kisam) вважаються новою етнічною групою, яка утворилася в результаті змішування пасемахів та семендо. Вони живуть в окремих селах у районах Муарадуа і Пулау-Барингін в окрузі Південний Верхній Оґан-Комеринг, провінція Південна Суматра.
Огани (Ogan) розселені вздовж річки Оган у межах округів Нижній Оґан-Комеринг та Верхній Оґан-Комеринг, їхній етнічний масив заходить також у межі муніципалітету Палембанг. Огани живуть також у провінції Лампунг, в округах Вай-Канан і Північний Лампунг. Сусідами оганів є народи комеринг, рамбанг і дая (Daya). Рамбанги (Rambang або Rambang Senuling) живуть у районі, де сходяться межі округів Муара-Енім, Нижній Оґан, Нижній Оґан-Комеринг та муніципалітету Прабумуліх.

## Чисельність
Офіційна статистика включає народи, що входять до групи пасемахів, до складу народів Південної Суматри, яких за даними перепису населення 2010 року нараховувалось 5 119 581 особа, в тому числі 4 120 408 осіб у провінції Південна Суматра (55,4 % населення) і 409 151 особа в провінції Лампунг (5,4 % населення). Тут слід мати увазі, що до цієї групи включають багато етнічних груп, серед яких найбільшою є палембанги (мусі-малайці); значною групою є також комеринги. Тому чисельність пасемахів на підставі цих даних визначити неможливо.
Оцінні дані проекту Joshua Project станом на 2019 рік є такими: пасемахи 721 тис., лематанги 306 тис., семендо 254 тис., лінтанги 214 тис., огани 167 тис., рамбанги 158 тис., еніми 134 тис., кікіми 89 тис., разом 2 млн 43 тис. осіб.

## Мова
Говорять діалектами центрально-малайської мови (англ. Central Malay, код ISO 639-3: pse). Їх носії добре розуміють один одного.
Центрально-малайська мова належить до малайської групи західно-індонезійської гілки австронезійських мов, є близькою до малайської.
Вона активно використовується в різних сферах життя: вдома, у селі, в торгівлі, релігійних обрядах. Люди мають до рідної мови позитивне ставлення. Існує словник, граматика, писемність на основі латинської графіки, але остання має обмежене використання. Центрально-малайська мова викладається в початковій школі.
Також широко використовуються індонезійська та мусі-малайська мови (основна мова малайців Південної Суматри). Індонезійська мова домінує в навчанні та в релігійній сфері, а рідна мова переважає у фольклорній та пісенній традиції. У сфері охорони здоров'я та сільському господарстві використовується мішана мова.
У минулому пасемахи мали власну складову писемність індійського походження, що зветься каганга (Ka-Ga-Nga). Вона використовувалась для запису ритуальних текстів, але сьогодні практично не вживається.

## Історія

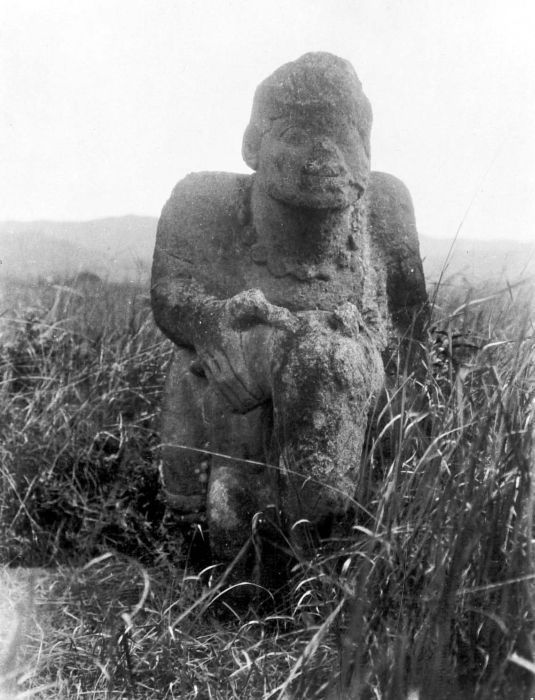
Один з антропоморфних мегалітів на плато Пасемах.

Пасемахи є корінними жителями регіону. За місцевими легендами, предки власне пасемахів прибули на територію свого сучасного проживання трьома хвилями. Першу й найпотужнішу хвилю становили гумаї за ними прийшли семіданги та пасемахи. Всі вони походили з однієї країни, а тепер це три субетноси пасемахів. Предки лінтангів, також за фольклорною традицією, прибули в цей район річкою Мусі.
Свідченням давніх культурних традицій народу є сотні мегалітів, що збереглися на території плато Пасемах: менгіри, дольмени, підземні кам'яні могили. Величезні дивної форми камені з вирізаними на них різноманітними барельєфами людей і тварин є справжніми творами мистецтва. Ці артефакти належать до епохи бронзи (2000—2500 років тому). Кам'яне мистецтво предків пасемахів виявляє власні техніку і стилі, що виникли до появи індійських впливів у прибережних районах Суматри.
Райони проживання пасемахів були відносно незалежними від малайських правителів прибережних районів Суматри. На початку XIX ст. вони номінально підпорядковувались султану Палембанга. Голландці встановили своє панування над цією державою 1816 року, але колоніальна влада значною мірою була обмежена територією навколо міста Палембанг. Місцеві правителі в гірських районах здійснювали активний опір голландським завойовникам, і тільки в 1866 році вся територія Південної Суматри офіційно перейшла під контроль колоніальної влади Нідерландської Ост-Індії.
З часу набуття незалежності Індонезією в 1945 році представники пасемаських народів брали активну участь у політичному житті країни, займали важливі посади в місцевому та національному уряді.

## Господарство

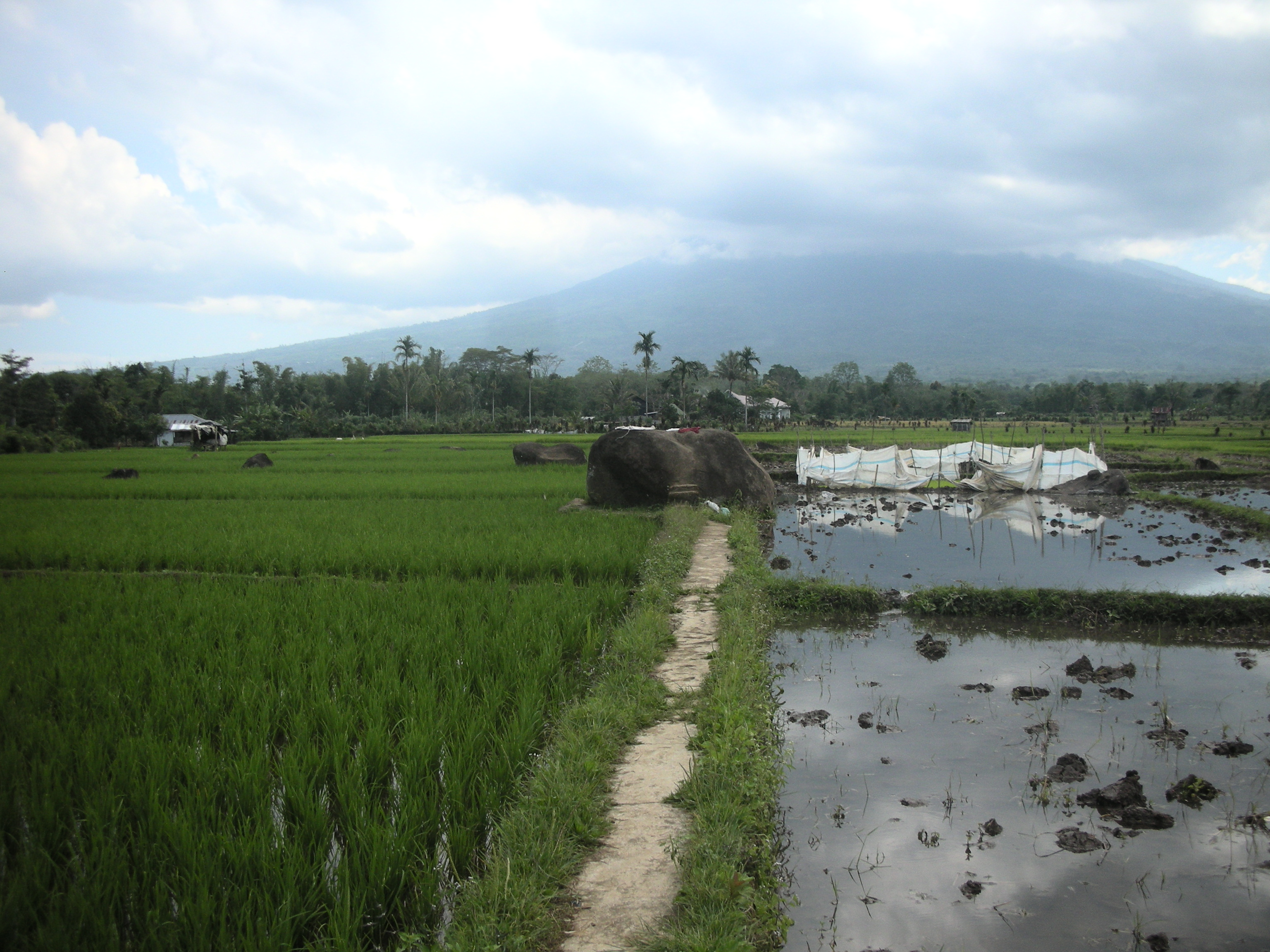
Мегаліти на рисовому полі (округ Лагат).

Плато Пасемах — це широка, родюча рівнина. Область розташована на значній висоті, має відносно прохолодний клімат, сприятливий для ведення сільського господарства. Річки, що течуть із гір Барісан забезпечують її водою. Землеробство є головною економічною діяльністю місцевого населення. Основною продовольчою культурою є рис, головні товарні культури — каучук та кава. Вирощують також кукурудзу, інші зернові культури, бобові, батат, маніок, арахіс, овочі, фрукти, корицю, гвоздику, перець.
У минулому використовували підсічно-вогневу систему землеробства. Коли поле втрачало свою родючість, люди розчищали в джунглях нову ділянку, вирубували великі дерева, випалювали кущі. Свої поля вони називають таланг (індонез. Talang) або петаланган (індонез. Petalangan). Розташовані вони часто на значній відстані від села. Вологий рис вирощують зазвичай на зрошуваних полях, для оранки та розпушування ґрунту використовують волів або буйволів. Більшість сільськогосподарських робіт селяни виконують самостійно. Під час сівби та збирання врожаю працюють групами з п'яти-десяти осіб, що зазвичай складаються із родичів. Можуть також залучати й найманих робітників, навіть із числа жителів сусідніх сіл. Помічники працюють на засадах взаємної допомоги або ж їх наймають за гроші. Урожайність є низькою. Більшість урожаю йде для власного споживання, частину можуть продавати іншим селянам.
Каучук став важливою товарною культурою на початку XX століття, він і досі забезпечує основні грошові доходи місцевого населення. Поки каучукові дерева молоді, між ними саджають рис, отримуючи додаткове зерно, але коли дерева виростають, рис тут більше не росте. Зменшення попиту на ринку призвело до зниження цін на каучук у 1970-х і 1980-х роках, і галузь стала занепадати. Каву отримала поширення також за голландців, вона добре родить у цьому районі, є одним із експортних товарів. Спочатку каву саджали на рисових полях у процесі сівозміни, але після підвищення цін у 1970-х роках ця культура стала об'єктом повноцінної діяльності окремих фермерів.
Займаються також тваринництвом, тримають велику рогату худобу, кіз, водяних буйволів, собак, курей, качок та ін. Поширене домашнє ремесло: ткацтво, вишивка, виготовлення плетених виробів з ротанга та бамбука, різноманітних традиційних побутових речей з бамбука, ротанга, деревини, коріння, пальмового листя. Деякі села спеціалізуються на обробці деревини та виготовленні виробів із золота. Також ловлять рибу в річках і ставках. У лісі збирають цінну деревину і ротанг. Еніми та лематанги також видобувають і продають пісок та каміння. Оганські села часто асоціюються з певним ремеслом, наприклад, багато їхніх жителів можуть бути теслями або ковалями.
У містах займаються торгівлею. Місцеві фермери продають свою каву й каучук на сільських базарах місцевим торговим агентам. Головним торговельним центром регіону є Палембанг, столиця провінції Південна Суматра. Металеві вироби пасемахи купують у магазинах, розташованих у містах і великих селах регіону. Магазини тут належать місцевим жителям або китайцям.

## Побут

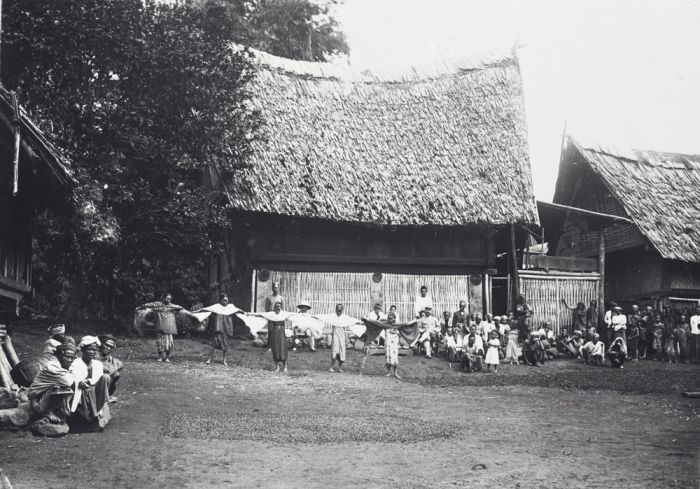
Традиційне пасемаське село колоніальної доби.

Більшість пасемахів є сільськими жителями. Села зазвичай розташовані біля річок або уздовж шосе і складаються з 300—400 домогосподарств. Кожна сім'я має свою окрему хату. У минулому існували громадські хати (бале), але вони щезли в середині XX ст.
Хати стоять близько одна до одної. Вони дерев'яні, криті бляхою, стоять на палях, платформа піднята над землею на висоту 1,5-2,5 метри. Хати, як правило, є одноповерховими, поділяються на передню кімнату-гостинну, закриту кухню, розташовану в задній частині хати та однієї або двох спальних кімнат. Традиційні оганські хати зазвичай з боків мають невеликі тераси.
Площа під платформою надає людям прохолоду в жаркий день, вона також використовується як місце для зберігання інструментів, продуктів харчування та різних побутових предметів. Іноді тут влаштовують торгові лавки.
Значну частину року люди проводять на своїх полях, розташованих на значній відстані від села. Вони живуть тут у невеличких хатинках.
Річки використовують для купання, миття й як туалет, і це вважається практичним. Для пиття та приготування їжі використовують воду з колодязів.

## Суспільство
У традиційному суспільстві пасемахів основною територіальною соціально-політичною одиницею був рід, або марга (індонез. Marga). Його очолював пасира (індонез. Pasirah), інша назва — депаті (індонез. Depati), який у своїй діяльності спирався на раду старійшин, що звалася памонг-марга (індонез. Pamong Marga). Пасира мав високий статус і право розпоряджатися землею на підвладній йому території. В окремих районах правив незалежний правитель, який мав титул пангеран (індонез. Pangeran).

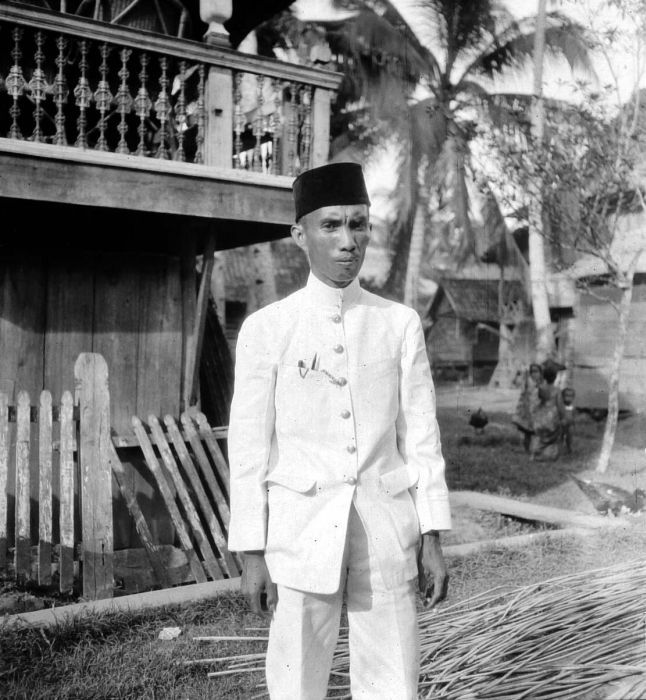
Сільський староста (близько 1939).

Жителі села утворюють сусідську громаду, або дусун (індонез. Dusun). Її очолює сільський голова туо-дусун (індонез. Tuo Dusun). У більшості сіл жителі поділяються на дві або більше родових груп, що звуться джурай (індонез. Jurai) або рогок (індонез. Rogok). Належність до певної групи може визначатися за чоловічою або жіночою лінією. У пасемахів надають перевагу патрилінійним зв'язкам, у семендо — матрилінійним, у оганів та рамбангів співіснують обидві форми. У кожному родовому підрозділі чоловіки, які можуть простежити своє пряме, за лінією первістка походження від апікального предка, мають високий статус. Такі традиційні лідери, що звуться джурай-туе (індонез. Jurai Tue) обирають із свого середовища голову громади. Сільський голова, крім керівництва життям громади, відповідальний за проведення традиційних церемоній у селі. У кожній громаді є також традиційні посадові особи, що відповідають за щоденні справи, за релігійні питання, за колективну роботу на рисових полях тощо.
Поступово село перебрало на себе багато колишніх повноважень марга, включаючи й право розпорядження землею, й інституція пасира поступово зникла. У незалежній Індонезії сільський голова став підпорядковуватись безпосередньо чамату (індонез. Camat), голові кечаматану (індонез. Kecamatan), адміністративного району, а не пасира, як було раніше.
Життя в старі часи регулювалося нормами звичаєвого права атуран-адат (індонез. Aturan Adat), що діяло у внутрішніх районах колишнього султанату Палембанг. Ці норми мали кодифіковану форму й відомі під назвою Симбур-Чагая (індонез. Simbur Cahaya). Вони були переглянуті, але продовжували діяти й у колоніальну добу. В роки незалежності ці норми були визнані недійсними, але, незважаючи на це, місцеве населення все ще дотримується їх.
Землі не поділені, будь хто із жителів села може розчистити певну ділянку й обробляти її, беручи її у власність. Земельні ділянки можуть також здаватися в оренду або під заставу. Ділянки також можуть продаватися односельчанам; продаж землі за межі села дозволяється, але трапляється не часто.
Внутрішні конфлікти намагаються вирішити шляхом дискусії між сім'ями. Якщо порозуміння не було досягнуто, звертаються до сільського голови, і той для вирішення проблеми скликає збори чоловіків села. Якщо й це не спрацює, люди йдуть до поліції або в мусульманський суд. Відкриті фізичні протистояння тут рідкісні, як і в інших районах Суматри. Мають місце малі конфлікти з іншими етнічними групами.
Людина вважається успішною, якщо вона поставила власну хату, окрему від батьків. Громади практикують взаємну допомогу, до якої вдаються у випадку смерті, під час польових робіт, при будівництві хати тощо. Літні люди користуються повагою серед односельців. Пасемахи відомі як пасіонарні люди. Вони відіграють важливу роль у політиці, працюють в урядових та освітніх установах Південної Суматри та Бенгкулу.

## Сім'я
У пасемахів переважає мала сім'я. Домогосподарство може включати від одного до трьох поколінь. Проте одружений син або дочка рідко живуть з батьками більше одного-двох років після весілля. Близькі родичі утворюють розширену сім'ю, що зветься перанакан (індонез. Peranakan). Декілька перанаканів об'єднуються у великі групи, члени яких, як правило, взаємодіють, коли потрібна взаємна допомога.
Існує три форми шлюбу. Перша з них — белакі (індонез. Belaki). Це партилокальний шлюб, він передбачає сплату викупу за молоду, молодий несе всі витрати на весілля, після весілля подружня пара йде жити до хати нареченого, і всі діти від цього шлюбу належать до роду батька. Друга форма — матрилокальний шлюб, вона зветься амбіл-анак (індонез. Ambil Anak). Тут викуп не платять, витрати на весілля несе сім'я молодої, а молодята йдуть жити до хати нареченої. Ця форма має різновид, що називається амбіл-анак-пенантіан (індонез. Ambil Anak Penantian), який передбачає, що чоловік живе в сім'ї дружини, поки їхні сини не стануть дорослими й не одружаться. Обидва ці різновиди передбачають, що діти належать до роду дружини. Третя форма шлюбу є білатеральною, вона зветься називається семендеан (індонез. Semendean). Права й обов'язки дружини й чоловіка в такому шлюбі є однаковими, а місце проживання після весілля — неолокальним, дружина не отримує викуп, а витрати на весілля несуть обидві сторони. Співвідношення цих форм шлюбів в різних районах може відрізнятися. Тепер, як правило, молоде подружжя відразу селиться в новій хаті.
Шлюб вважається дуже важливою подією у житті, він є сильним чинником об'єднання сімейних, кланових і навіть міжнаціональних відносин. Шлюб — це не лише питання молодят; ця подія стосується всієї сім'ї, роду й ширшої спільноти. Незважаючи на те, що молодь сама обирає собі подружжя, про весілля домовляються батьки. Під час сватання ведуть переговори про розмір викупу та місце, де житимуть молодята після весілля. Семендо відомі своїми матрилінійними традиціями. Навіть шлюб у них пропонує жінка.
Більшість суспільств у цій місцевості допускають шлюб з двоюрідним братом або сестрою, а в деяких випадках перевага надається матрилінійному крос-кузенному шлюбу. На розлучення слід отримати дозвіл управління в справах релігії. Шлюб між людьми різних релігій заборонений. Молодий і молода мають бути мусульманами. Якщо один з партнерів належить до іншої релігії, він повинен перейти до ісламу. Шлюб здійснюється за ісламськими законами.
Обоє батьків виховують дітей. Діти, які залишаються в домогосподарстві після вкладання шлюбу, надають допомогу та підтримку молодшим братам та сестрам. Фізичне покарання є рідкісним; почуття сорому та збентеження є головними стимулами для послуху. Обрізання є основним етапом у життєвому циклі хлопчиків. Як хлопчики, так і дівчатка вивчають Коран. Початкова освіта майже універсальна, діти отримують її в основному в державних школах.
Норми спадкування багато в чому залежать від форми шлюбу. Спадщина зазвичай складається з рисового поля та хати. Людина лише тримає сімейну землю, вона може обробляти її й отримувати з неї урожай; можна доповнювати спадщину, але її не можна продавати. Поширеним у всьому регіоні є звичай тунгу-тубанг (індонез. Tunggu Tubang), що регулює сімейну спадщину. Спадок зазвичай переходить до одного або двох дітей, що залишилися в селі. Першість успадкування належить найстаршій дитині в сім'ї: у патрилінійному шлюбі це найстарший син, а в матрилінійному — найстарша дочка. Передача власності лише одній дитині є найпоширенішою моделлю успадкування в громадах пасемахів та семендо. У результаті земельна ділянка лишається цілісною й відносно нефрагментованою, а діти, які не отримали спадщини, мають шукати засоби до існування в інших місцях. Вони або розчищають раніше незаймані ділянки, або мігрують до Палембангу чи в інші райони Суматри.

## Релігія
Майже всі пасемахи та споріднені з ними народи дотримуються ісламу сунітського напрямку (шафіїти), є незначна кількість християн. У північно-східних районах населення було ісламізоване у XVI ст., західні та північно-західні райони були навернені на іслам у XIX ст. Другий етап ісламізації значною мірою здійснювався зусиллями суфійського ордену Накшбанді. Цей орден і досі користується значним впливом серед місцевого населення. Суфійське вчення зосереджено на почуттях і підкреслює важливість пізнання Бога, тобто вимагає більше, ніж просто дотримання релігійних обрядів.
Мусульманське вчення міцно вкорінилося серед місцевого населення. Кожне село має свою мечеть. Люди здебільшого старанно виконують свої релігійні обов'язки, більшість чоловіків щотижня ходять на п'ятничну молитву. Свята та церемонії, як правило, пов'язані з ісламськими релігійними подіями. Відзначають всі мусульманські календарні свята, серед них Ідулфітрі (індонез. Idul Fitri, свято розговіння) та Ідуладга (індонез. Idul Adha, свято жертвопринесення). За ісламськими традиціями відзначають обрізання, весілля. Похорони супроводжуються ритуальним бенкетом, під час якого чоловіки промовляють арабські фрази, що мають створювати благословення для померлого. За мусульманськими уявами, люди вірять у воскресіння і судний день.
Судочинство та оцінка вчинків здійснюються на підставі положень, що містяться в Корані. Кілька великих релігійних шкіл песантрен (індонез. Pesantren), розташованих у східній частині району, є центрами релігійного навчання. Закінчуючи їх, багато селян повертаються в села на посади релігійних лідерів. Люди високо цінують знання Корану та ісламський хадж (паломництво до Мекки). Хоча теоретично будь-який дорослий чоловік може проводити релігійні обряди, на практиці це роблять лише кілька осіб, які отримали релігійну освіту або мають високий статус у суспільстві й виконують функції неофіційних лідерів при проведенні релігійних обрядів. Вони водночас можуть бути головами суфійського ордену на рівні села. Учасники релігійних церемоній промовляють імена Бога та інші арабські фрази як засіб гнозису (пізнавання) і спосіб спокутування гріхів.
Творче мистецтво (народна поезія, музика, співи, танці) перебуває під сильним впливом ісламу.
Незважаючи на відданість ісламу, люди підтримують дружні стосунки з вірними інших релігій, в регіоні не відомо жодного релігійного конфлікту.
Мусульманська релігія в реальному житті переплітається із залишками старих анімістичних вірувань. Пасемахи вірять в існування надприродних істот, забобони, пов'язані з духами, які населяють певні місця й об'єкти, вірять у присутність пуянгів (індонез. Puyang, духів предків). Люди продовжують шанувати могили своїх предків і щорічно проводять ритуал, під час якого вшановують предків і чистять їхні могили. Пасемахи все ще проводять різні церемонії, пов'язані з традиційними віруваннями: ритуал з нагоди народження дитини, церемонії для захисту від стихійного лиха, свято вдячності за урожай. Існують ритуали, що стосуються особливих природних явищ, таких як місячні та сонячні затемнення, дощ, землетрус тощо.
Найважливіші традиційні церемонії пов'язані із сільськогосподарськими роботами на рисових полях. Духи предків мають «відкрити» рисове поле перед початком сівби. Все село збирається на рисовому полі, розводять багаття, приносять ритуальні жертви духам, розповідають тематичні історії, читають молитви, проводять спільний бенкет. Приносячи жертви, промовляють спеціальні заклинання, перемішуючи їх з мусульманськими молитвами. Мета полягає в тому, щоб посаджений рис завжди був захищений Богом і духами; це має забезпечити багатий урожай.
Пасемахи й досі використовують розташовані на їх землях мегаліти для оголошення обітниць, проведення обряду спокути, щоб закликати предків дарувати благословення й позбавити від нещастя.
Поряд із використанням послуг сучасної медицини люди продовжують практикувати засоби народної медицини, пов'язані з використанням трав і заклинань. Важливу роль у житті місцевих громад продовжують відігравати традиційні знахарі-дукуни (індонез. Dukun).